# جون ستانتون وليامز
جون ستانتون وليامز (بالإنجليزية: John Stanton Williams)‏ هو رائد أعمال أمريكي، ولد في 1810، وتوفي في 14 نوفمبر 1876 في الولايات المتحدة.